# Rtyně nad Bílinou
Rtyně nad Bílinou – gmina w Czechach, w powiecie Cieplice, w kraju usteckim.
1 stycznia 2013 gmina liczyła 807 mieszkańców.